# De terugkeer van Beorhtnoth
De terugkeer van Beorhtnoth (Engels: The Homecoming of Beorhtnoth Beorhthelm's Son) is de titel van een werk geschreven door de Britse professor J.R.R. Tolkien en oorspronkelijk gepubliceerd in 1953 in volume 6 van het wetenschappelijk tijdschrift Essays and Studies by Members of the English Association. Het is een werk van historische fictie, geïnspireerd door het Oudengelse gedicht The Battle of Maldon (dat gaat over de slag bij Maldon).
Het werk werd gebundeld samen met twee essays van Tolkien, een van voor en een van na het schrijven van de terugkeer van Beorhtnoth:
- The Death of Beorhtnoth - een introductie-essay over het gevecht en het Oudengelse fragment dat Tolkien inspireerde;
- Ofermod - een essay dat vlak na het schrijven van het hoofdwerk werd geschreven en vertelt over de betekenis van het Oudengelse woord ofermod.

The Homecoming of Beorhtnoth Beorhthelm's Son werd sinds 1953 diverse malen herdrukt en werd ook opgenomen in verschillende collecties van Tolkiens werk, onder andere in een audioboek.
Een Nederlandse vertaling van het gedicht door Max Schuchart verscheen in 2000 in de bundel Sprookjes en Vertellingen als De Thuiskomst van Beorhtnoth, Beorhthelms zoon.